# Alfonso Rueda
Alfonso Rueda Valenzuela (Pontevedra, 8 de julio de 1968) es un político español, actual presidente de la Junta de Galicia y presidente del Partido Popular de Galicia desde 2022. Anteriormente fue vicepresidente primero de la Junta desde 2012, con Alberto Núñez Feijóo al frente del Gobierno.

## Trayectoria
Licenciado en Derecho, es hijo del político popular José Antonio Rueda Crespo y de Lola de Valenzuela López-Montenegro, y se inició en la política en las Novas Xeracións del Partido Popular de Galicia, siendo elegido en 1993 presidente de dicha organización en Pontevedra. Fue jefe de gabinete del consejero Xesús Palmou y director general de Administración Local de la Junta de Galicia entre los años 2000 y 2005. Desde la elección de Alberto Núñez Feijóo como presidente de su partido, Rueda se encargó de la secretaría general en Galicia, concurriendo a las elecciones gallegas de 2009 en la candidatura electoral de la provincia de Pontevedra, consiguiendo el escaño y siendo designado posteriormente Consejero de Presidencia, Administraciones Públicas y Justicia en abril de ese mismo año.
Tras las sucesivas victorias electorales de Alberto Núñez Feijóo en las elecciones autonómicas de 2012, 2016 y 2020 mantiene su cargo de consejero asumiendo también el rango de vicepresidente.Tras las elecciones de 2020, en el último gobierno de Feijóo, sus atribuciones como consejero cambiarían, perdería sus competencias sobre administraciones públicas y asumiría las de turismo.

## Presidente de Galicia
Tras la elección de Alberto Núñez Feijóo como nuevo líder del Partido Popular y su renuncia a seguir presidiendo la Junta y el PP de Galicia, Alfonso Rueda se postuló para sucederle en ambos cargos. Alfonso Rueda fue investido presidente de la Junta de Galicia el 12 de mayo de 2022 y tomó posesión del cargo el 14 de mayo. El 22 de mayo de 2022 fue elegido presidente del PP de Galicia con el 97,2 % de los compromisarios. El 18 de febrero de 2024 ganó las elecciones gallegas, obteniendo 40 escaños —perdiendo dos— y continuando su gobierno con otra mayoría absoluta.

## Cargos desempeñados
- Director general de Administración Local de la Junta de Galicia (2000-2005).
- Secretario general del PP de Galicia (2006-2016).
- Diputado por Pontevedra en el Parlamento de Galicia (desde 2009).
- Consejero de Presidencia, Justicia y Administraciones Públicas de la Junta de Galicia (2009-2022).
- Vicepresidente primero de la Junta de Galicia (2009-2022).
- Presidente del PP provincial de Pontevedra (2016-2022).
- Presidente de la Junta de Galicia (desde 2022).
- Presidente del Partido Popular de Galicia (desde 2022).